# HMS Deane (K551)
HMS Deane (K551) là một tàu frigate lớp Captain của Hải quân Hoàng gia Anh hoạt động trong Chiến tranh Thế giới thứ hai. Nó nguyên được Hoa Kỳ chế tạo như chiếc DE-86 (chưa đặt tên), một tàu hộ tống khu trục lớp Buckley, và chuyển giao cho Anh Quốc theo Chương trình Cho thuê-Cho mượn (Lend-Lease). Tên nó được đặt theo Đại tá Hải quân Joseph Deane, hạm trưởng chiếc HMS Lowestoffe (1756) và đã từng tham gia cuộc Chiến tranh Bảy Năm. Nó đã phục vụ cho đến khi chiến tranh kết thúc tại Châu Âu, hoàn trả cho Hoa Kỳ năm 1946, và cuối cùng bị bán để tháo dỡ vào năm 1946.

## Thiết kế và chế tạo
Buckley là một trong số sáu lớp tàu hộ tống khu trục được Hải quân Hoa Kỳ chế tạo nhằm đáp ứng nhu cầu hộ tống vận tải trong Thế Chiến II, sau khi Hoa Kỳ chính thức tham chiến vào cuối năm 1941. Chúng hầu như tương tự nhau, chỉ với những khác biệt về hệ thống động lực và vũ khí trang bị. Động cơ của phân lớp Backley bao gồm hai turbine hơi nước General Electric để dẫn động hai máy phát điện vận hành hai trục chân vịt, và dàn vũ khí chính bao gồm 3 khẩu pháo pháo 3 in (76 mm)/50 cal.
Những chiếc phân lớp Buckley (TE) có chiều dài ở mực nước 300 ft (91 m) và chiều dài chung 306 ft (93 m); mạn tàu rộng 37 ft 1 in (11,30 m) và độ sâu mớn nước khi đầy tải là 11 ft 3 in (3,43 m). Chúng có trọng lượng choán nước tiêu chuẩn 1.430 tấn Anh (1.450 t); và lên đến 1.823 tấn Anh (1.852 t) khi đầy tải. Hệ thống động lực bao gồm hai nồi hơi và hai turbine hơi nước General Electric công suất 13.500 mã lực (10.100 kW), dẫn động hai máy phát điện công suất 9.200 kilôwatt (12.300 hp) để vận hành hai trục chân vịt;  công suất 12.000 hp (8.900 kW) cho phép đạt được tốc độ tối đa 23 kn (26 mph; 43 km/h). Con tàu mang theo 359 tấn Anh (365 t) dầu đốt, cho phép di chuyển đến 6.000 nmi (6.900 mi; 11.000 km) ở vận tốc đường trường 12 kn (14 mph; 22 km/h).
Vũ khí trang bị bao gồm pháo 3 in (76 mm)/50 cal trên ba tháp pháo nòng đơn đa dụng (có thể đối hạm hoặc phòng không), gồm hai khẩu phía mũi và một khẩu phía đuôi. Vũ khí phòng không tầm gần bao gồm hai pháo Bofors 40 mm và tám pháo phòng không Oerlikon 20 mm. Con tàu có ba ống phóng ngư lôi Mark 15 21 inch (533 mm). Vũ khí chống ngầm bao gồm một dàn súng cối chống tàu ngầm Hedgehog Mk. 10 (có 24 nòng và mang theo 144 quả đạn); hai đường ray Mk. 9 và bốn máy phóng K3 Mk. 6 để thả mìn sâu. Thủy thủ đoàn đầy đủ bao gồm 200 sĩ quan và thủy thủ.
Deane được đặt lườn như là chiếc DE-86 tại xưởng tàu của hãng Bethlehem-Hingham Steel Shipyard ở Hingham, Massachusetts vào ngày 30 tháng 6, 1943 và được hạ thủy vào ngày 29 tháng 9, 1943. Con tàu được chuyển giao cho Anh Quốc và nhập biên chế cùng Hải quân Anh như là chiếc HMS Deane (K551) vào ngày 26 tháng 11, 1943 dưới quyền chỉ huy của Hạm trưởng, Thiếu tá Hải quân Vere Ashworth Hickson.

## Lịch sử hoạt động
Trong ba năm, Deane phục vụ cùng Đội hộ tống 21 tại vùng biển nhà cũng như tham gia hộ tống các Đoàn tàu vận tải Bắc Cực. Nó được tái trang bị tại cầu tàu Pollock, Belfast, Bắc Ireland trong tháng 1 và tháng 2, 1944 trước khi được tạm thời phục vụ dưới quyền Bộ chỉ huy Nore trong sáu tháng, chủ yếu hộ tống vận tải ven biển dọc bờ Đông nước Anh và dọc eo biển Manche ra Đại Tây Dương.
Deane không tham dự trực tiếp vào cuộc đổ bộ Normandy vào ngày 6 tháng 6, 1944, nhưng sau đó đã hộ tống các tàu chở quân vận chuyển lực lượng tăng viện đi sang các bãi đổ bộ.
Sang tháng 10, cùng với các tàu frigate chị em Byron (K508), Conn (K509), Fitzroy (K553), Redmill (K554) và Rupert (K561), Deane đi đến Belfast để tham gia thành phần hộ tống cho Đoàn tàu JW 61 đi sang Murmansk, Liên Xô. Đoàn tàu khởi hành từ vịnh Bangor vào ngày 14 tháng 10, và Đoàn tàu RA 61 kết thúc hành trình khứ hồi khi về đến Belfast lúc 09 giờ 30 phút ngày 10 tháng 11.
Đang khi hộ tống một đoàn tàu vận tải tại vùng biển Bắc Đại Tây Dương trong tháng 12, Deane chịu đựng những cơn cuồng phong khiến hư hại đáng kể ở sàn trên; mìn sâu nó mang theo tại sàn sau bị rơi ra, gây thêm một số hư hại; con tàu phải đi đến Devonport để sửa chữa.
Rời Devonport sau khi công việc sửa chữa hoàn tất, sau hai giờ Deane bắt được tín hiệu sonar một mục tiêu dưới nước và đã tấn công bằng súng cối chống tàu ngầm Hedgehog. Sau một tiếng nổ ngầm dưới nước, một tàu ngầm nổi lên mặt nước, nhưng lại là một tàu ngầm Anh. Chỉ huy chiếc tàu ngầm gửi một bực điện giận dữ lên ban chỉ huy hạm đội, và Deane được triệu hồi quay về cảng Plymouth trình diện trước một ủy ban điều tra. Hạm trưởng của Deane được miễn trừ mọi trách nhiệm vì con tàu không nhận được bất kỳ cảnh báo nào về một cuộc thực tập tàu ngầm đang tiến hành tại khu vực. Con tàu được phân công hộ tống bảo vệ cho cuộc thực tập đã không hiện diện tại vị trí vào lúc đó.
Sau khi chiến tranh kết thúc, Deane hộ tống các đoàn tàu buôn đi sang Christiansands, Na Uy cùng nhiều hoạt động khác, bao gồm hộ tống và bảo vệ cho chuyến viếng thăm của Vua George VI và hoàng hậu đến Bắc Ireland. Nó cũng phục vụ dẫn đường cho những tàu đánh cá băng qua các bãi thủy lôi ngoài khơi Milford Haven và bảo trì những tàu U-boat đầu hàng tại Loch Ryan cho đến khi chúng bị đánh chìm. Sau đó nó đi đến Glasgow để tháo dỡ các thiết bị Anh trước khi quay lại Hoa Kỳ vào tháng 6, 1946.
Deane được chính thức hoàn trả cho Hoa Kỳ vào ngày 4 tháng 3, 1946, nhằm giảm bớt chi phí mà Anh phải trả cho Hoa Kỳ trong Chương trình Cho thuê-Cho mượn (Lend-Lease). Do dư thừa so với nhu cầu về tàu chiến sau khi chiến tranh đã chấm dứt, nó được rút tên khỏi danh sách Đăng bạ Hải quân Hoa Kỳ vào ngày 12 tháng 4, 1946, và cuối cùng bị bán để tháo dỡ vào ngày 7 tháng 11, 1946.